# The Inbetweeners (série télévisée)
Pour l’article homonyme, voir Les Boloss : Loser attitude.
The Inbetweeners est une série télévisée américaine en 12 épisodes de 23 minutes, développée par Brad Copeland d'après la série télévisée britannique Les Boloss : Loser attitude créée par Damon Beesley et Iain Morris et diffusée entre le 20 août 2012 et le 5 novembre 2012 sur MTV.
En France, la série est diffusée depuis le 9 février 2013 sur MTV France.

## Distribution
- Bubba Lewis (VF : Pascal Grull) : Simon Cooper
- Zack Pearlman (VF : Arthur Pestel) : Jay Cartwright
- Joey Pollari (VF : Olivier Podesta) : Will McKenzie
- Mark L. Young (VF : Gabriel Bismuth-Bienaimé) : Neil Sutherland
- Alex Frnka : Carli D'Amato
- Brett Gelman (VF : Marc Bretonnière) : Mr. Gilbert
- Kirby Bliss Blanton : Charlotte Allen

## Épisodes
1. Titre français inconnu (Pilot)
2. Titre français inconnu (Sunshine Mountain)
3. Titre français inconnu (Club Code)
4. Titre français inconnu (The Wrong Box)
5. Titre français inconnu (The Masters)
6. Titre français inconnu (Class Clown)
7. Titre français inconnu (Crystal Springs)
8. Titre français inconnu (The Field Trip)
9. Titre français inconnu (Fire!)
10. Titre français inconnu (Reading Gives You Wings)
11. Titre français inconnu (Spa Time)
12. Titre français inconnu (The Dance)

## Commentaire
Le 28 novembre 2012, la série a été officiellement annulée.